# Gladkocevno orožje
Gladkocevno orožje je vrsta strelnega orožja, ki nima ožlebljene cevi, temveč gladko. To je izvorni tip strelnega orožja, še vedno pa se uporablja tako za ročno orožje (gladkocevne so denimo šibrenice) kot za nekatere topove in druga orožja.
Večina sodobnih glavnih bojnih tankov ima gladkocevne topove. Ožlebljena orožja stabilizirajo izstrelek s tem, da ga  med potovanjem po cevi zavrtijo (po izreku o vrtilni količini), tankovski topovi pa nadomestijo ta učinek z izstreljevanjem dolgih projektilov s stabilizacijskimi krilci. To močno poenostavi izdelavo in zmanjša obrabo cevi.